# 9910 Фоґельвайде
9910 Фо́ґельвайде (9910 Vogelweide) — астероїд головного поясу, відкритий 30 вересня 1973 року.
Тіссеранів параметр щодо Юпітера — 3,295.